# Rif (ondiepte)

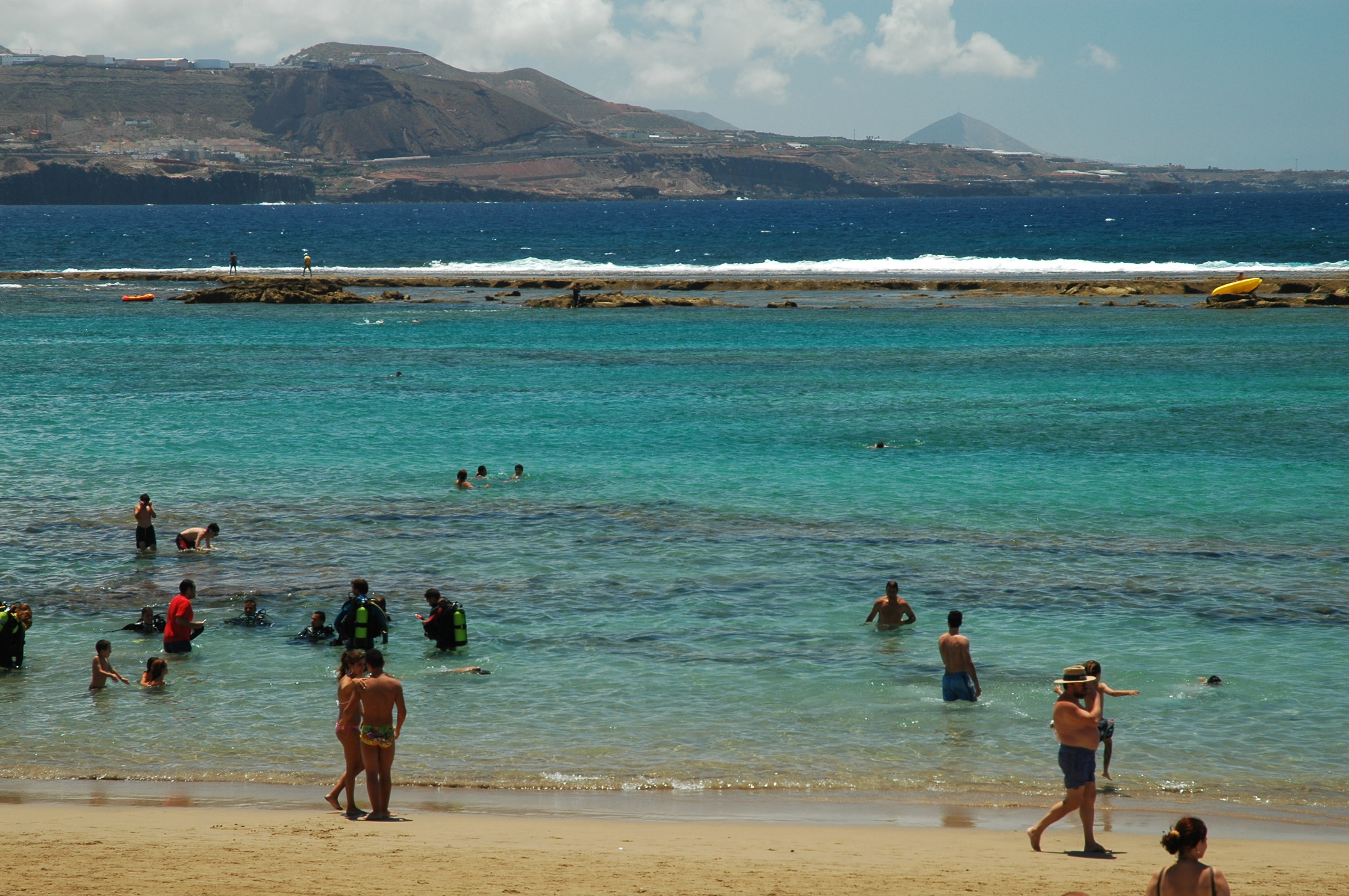
Het rif bij Gran Canaria.

Een rif is een smalle, langgerekte ondiepte in het water van een zee of meer. 
Meestal wordt het rif gevormd door rotsen die steil uit de bodem omhoog steken, maar ook zandbanken kunnen met de term 'rif' worden aangeduid. Zo ligt in de Waddenzee tussen Ameland en Schiermonnikoog een zandplaat die het Rif wordt genoemd. Wanneer een rif is opgebouwd uit organismen dan noemt men dat een biogeen rif. Een bekend voorbeeld daarvan is het koraalrif.